# Václav Tomek
Václav Tomek (4. listopadu 1942, Tábor – 1. července 2022) byl český historik zabývající se především českým a evropským anarchismem, filosofií a poezií přelomu 19. a 20. století.
Absolvoval Pedagogickou fakultu v Českých Budějovicích a filozofii na Filozofické fakultě Univerzity Karlovy v Praze. Byl pracovníkem Filosofického ústavu AV ČR.
Od šedesátých let dvacátého století se průběžně věnoval výtvarné činnosti, a to malbě olejem a akrylem. Vytvářel abstraktně, fantaskně nebo symbolicky pojaté krajiny provedené i jako asambláže či koláže. V asamblážích používal nejen staré dřevo, kůru stromů, provazy, textil, ale i vrstvený papír, kameny, kůži, někdy i kov. Paralelně se zabýval pracemi v linorytu.
Je autorem jedenácti sbírek poezie, vydaných v letech 1999–2015, k nimž navrhl obálky a které doprovodil původními ilustracemi či citacemi ze svých obrazů. Ostatně některé texty jeho poezie jsou inspirovány vlastními obrazovými náměty. Svůj výbor z poezie Čtyřicet devět roků (2016) doprovodil výhradně černobílými linoryty.
V souvislosti se stým výročím úmrtí básníka a výtvarného umělce Karla Hlaváčka připravil k vydání výbor z jeho korespondence, kritik, úvah, básnického a výtvarného díla Krví svého těla, dechem své duše (Praha 1998) a samostatně vydal sbírku Karla Hlaváčka Žalmy (Praha 1998) a výtvarně doprovodil vlastními Hlaváčkovými grafickými pracemi.
Odborně se zabýval dějinami českého anarchismu v dobovém kontextu konce 19. a počátku 20. století, později také vybranými otázkami evropského a amerického anarchismu. K tématu publikoval přes dvacet odborných publikací, některé i určené širší či zainteresované veřejnosti. K většině těchto publikací navrhl obálku a grafickou úpravu.

## Dílo
- Ideologie českého anarchismu na konci 19. a počátku 20. století. Příspěvek k problematice vývoje pokrokového myšlení v našich zemích konce 19. a počátku 20. století / PhDr. Václav Tomek -- Praha: Ústav pro filozofii a sociologii ČSAV, 1979. Kandidátská disertační práce. Vědecký vedoucí: PhDr. Jiří Černý, CSc.
- Die Freiheit sehen wir in der Anarchie / Václav Tomek -- 1. vyd. -- Wien: Verlag Monte Verita, 1998. -- 58 s. (Edition Wilde Mischung; Band 16). -- ISBN 3-900434-62-X
- Anarchism: Community and Utopia –1. vyd. – [publikaci k vydání připravili Laslo Sekelj a Václav Tomek] / Spoluautor Václav Tomek . Praha, Filozofický ústav AV ČR 1993.
- Lide, otevři své oči! = Volk! Öffne Deine Augen! : črty o českém anarchismu / Václav Tomek. – Vyd. 1. -- Wien : Verlag Monte Verita, 1995. -- 48 s., 64 s. – Dvojjazyčně. (Edition Wilde Mischung; Band 11/zweisprachig). -- ISBN 3-900434-55-7
- Český anarchismus 1890-1925 / ukázky vybral, uspoř. a studii napsal Václav Tomek. -- Vyd. 1. -- Praha : Filosofia, 1996. -- 743 s. : fot. -- (Studie a prameny k dějinám myšlení v českých zemích ; sv. 1). -- ISBN 80-7007-080-3
- Anarchie jako idea naprosté volnosti : Manifest anarchistů českých z roku 1896 / Václav Tomek. -- Vyd. 1. -- Praha : Manibus Propriis, 1997. -- 68 s., [17] s. příl. – ISBN 80-238-1135-5 (v knize neuvedeno : brož.)
- Ve jménu svobody : ideje a proměny českého anarchismu na přelomu 19. a 20. století / Václav Tomek. -- Vyd. 1. -- Praha: Manibus Propriis, 1999. -- 197 s. il. – ISBN 80-238-5328-7 (v knize neuvedeno : váz.)
- Svoboda nebo autorita: ideje a proměny českého anarchismu na přelomu 19. a 20. století / Václav Tomek. -- Vyd. 1. -- Praha: Manibus Propriis, 2000. -- 349 s. : il. – ISBN 80-238-7299-0 (v knize neuvedeno : váz.)
- Změnit tento šílený svět! Murray Bookchin / Václav Tomek. -- Vyd. 1. -- Praha: Manibus Propriis, 2008. -- 233 s. : portréty ; 22 cm. -- Obsahuje bibliografické odkazy. -- ISBN 978-80-254-1183-4 (váz.)
- Průvodce anarchismem : myšlenky – proudy – osobnosti : česká anarchistická periodika 1880 – 1925 / Václav Tomek, Ondřej Slačálek. -- Vyd. 1. -- Praha: Manibus Propriis, 2006. -- il., portréty, faksim. -- Obsahuje bibliografii. -- ISBN 80-239-6409-7
- Anarchismus: svoboda proti moci / Václav Tomek, Ondřej Slačálek. -- Vyd. 1. -- Praha: Vyšehrad, 2006. -- 669 s. : il., portréty, faksim. ; 21 cm. -- (Dějiny idejí; sv. 2). -- Obsahuje bibliografii, bibliografické odkazy a rejstřík. -- ISBN 80-7021-781-2 (váz.)
- O českém anarchismu: česká anarchistická periodika 1880-1925 / Václav Tomek. -- Vyd. 1. -- Praha: Manibus Propriis, 2003. -- 347 s. : il., faksim. ; 21 cm. -- Anglické a německé resumé. -- Obsahuje bibliografické odkazy. -- ISBN 80-239-0808-1 (brož.)
- Český anarchismus a jeho publicistika 1880-1925 / Václav Tomek. -- Vyd. 1. -- Praha: Filosofia, 2002. -- 573 s. : il. -- (Studie a prameny k dějinám myšlení v českých zemích; sv. 6). -- Německé a anglické resumé. -- Obsahuje rejstřík. -- ISBN 80-7007-165-6
- Kde je vůle, tam, je cesta. Gustav Landauer / Václav Tomek – Vyd. 1. – Praha: Manibus Propriis, 2009. -- 264 s. -- ISBN 978-80-254-4437-5 (v knize neuvedeno : váz.)
- Svoboda je duší každého pokroku : Emma Goldman / Václav Tomek ; [překlad Václav Tomek] -- Vyd. 1.-- V Praze : Manibus Propriis, 2009. –197s. –portréty, faksim. 22cm. ISBN 978-80-254-5578-4 (v knize neuvedeno : váz.)
- Odvahu ke svobodě! – Alexander Berkman / Václav Tomek-- Vyd. 1.-- Praha : Manibus Propriis, 2010. 257 s. : il. ; 22 cm. ISBN 978-80-254-6790-9 (v knize neuvedeno : váz.)
- Za svobodu není náhrada : Rudolf Rocker / Václav Tomek -- Vyd. 1.-- Praha : Manibus Propriis, 2010. 297 s. : il., portréty, faksim; 22 cm. ISBN 978-80-254-7912-4 (v knize neuvedeno : váz.)
- Anarchie jako setba pod sněhem – Colin Ward / Václav Tomek-- Vyd. 1.-- Praha : Manibus Propriis, 2011. 301 s..: il., portréty, faksim.; 22 cm. ISBN 978-80-254-9540-7 (v knize neuvedeno : váz.)
- Žít a jednat v přirozenosti a svobodě!- Paul Goodman / Václav Tomek-- Vyd. 1.-- Praha : Manibus Propriis, 2011. 178 s. : il., portréty; 22 cm. ISBN 978-80-260-0458-5 (v knize neuvedeno : váz.)
- Anarchismus v proměnách 20. století : vybrané osobnosti a ideje / Václav Tomek -- Vyd. 1.-- Praha : Manibus Propriis, 2012. Sv. 23. 1441 s. ; 22 cm. ISBN 978-80-260-1541-3 (v knize neuvedeno : váz.)
- Anarchismus v konfrontaci. / Václav Tomek Vyd. 1. V Praze : Manibus Propriis, 2014, Sv. 25. 104 s.; 21cm. 978-80-260-5714-7 (v knize neuvedeno : brož.)

### Poezie
- HLAVÁČEK, Karel. Krví svého těla, dechem své duše / uspořádal Václav Tomek. Praha: Manibus propriis, 1998. 211 s. ISBN 80-238-2809-6.
- HLAVÁČEK, Karel. Žalmy / uspořádal Václav Tomek. Praha: Manibus propriis, 1998. 51 s. ISBN 80-238-3314-6.
- TOMEK, Václav. Maminka. Praha: Manibus propriis, 1999. 69 s. ISBN 80-239-1316-6.
- TOMEK, Václav. Ve stínu hraničních kamenů. Praha: Manibus propriis, 2006. 118 s. ISBN 80-239-7942-6.
- TOMEK, Václav. Až tam snad. Praha: Manibus propriis, 2007. 141 s. ISBN 978-80-239-8520-7.
- TOMEK, Václav. Kde je ten svět?. Praha: Manibus propriis, 2008. 89 s. ISBN 978-80-254-1532-0.

- Kam až sahá nadechnutí / Václav Tomek. – Vyd. 1. -- Praha : Manibus Propriis, 2001. -- 80 s. : il. -- Ilustrace autor. -- ISBN 80-238-8019-5 (v knize neuvedeno : brož.)
- Kde vzkaz je na dosah / Václav Tomek. -- Vyd. 1.-- Praha : Manibus Propriis, 2009. -- 120 s. : barev. il. -- ISBN 978-80-254-6263-8 (v knize neuvedeno : brož.)
- Tušení obzoru / Václav Tomek -- Vyd. 1.-- Praha : Manibus Propriis, 2012. 130 s. : barev. il. ; 20 cm. ISBN 978-80-260-1416-4 (v knize neuvedeno : brož.)
- Pohladit trnovou korunu. / Václav Tomek Vyd. 1. V Praze : Manibus Propriis, 2013, Sv. 24. 132 s.: barev a čb. il.; 20cm.